# Dziennik Gazeta Prawna
Dziennik Gazeta Prawna (DGP) – ogólnopolski dziennik prawno-gospodarczy, wydawany od 2009 w Warszawie przez spółkę Infor PL. Ukazuje się pięć razy w tygodniu, od poniedziałku do piątku. Od sierpnia 2025 redaktorem naczelnym jest Tomasz Pietryga.

## Historia
W sierpniu 2009 prezes Urzędu Ochrony Konkurencji i Konsumentów wydała zgodę na objęcie 49 proc. udziałów przez Axel Spinger Polska w spółce Infor Biznes. W wyniku tej decyzji zdecydowano o połączeniu dwóch tytułów prasowych: wydawanej od 1994 „Gazety Prawnej” i ukazującego się od 2006 „Dziennika Polska-Europa-Świat”. Debiut „Dziennika Gazety Prawnej” początkowo planowano na październik 2009. Ostatecznie termin ten przyśpieszono, a pierwsze wydanie periodyku ukazało się na rynku 14 września.
Do 2018 51 proc. udziałów w Infor Biznes miał Ryszard Pieńkowski, a 49 proc. Axel Springer Polska. W marcu 2018 należąca do Ryszarda Pieńkowskiego spółka Infor PL odkupiła od Axel Springer Polska resztę udziałów. W czerwcu 2021 warszawski sąd zarejestrował połączenie spółek Infor PL i Infor Biznes. Od tego czasu wydawcą „DGP” jest Infor PL.

## Zawartość
Przez pierwsze pół roku dziennik składał się z trzech grzbietów: białego (informacje ogólne), żółtego (prawo i podatki) oraz łososiowego (wiadomości gospodarcze). W kwietniu 2010 dodatek gospodarczy „Forsal” został włączony do głównego grzbietu wydania papierowego (odrębność zachował jedynie w internecie). Po tej zmianie „Dziennik Gazeta Prawna” dzieli się na dwie części: białą o tematyce gospodarczo-społecznej, krajowej i zagranicznej oraz żółtą o tematyce prawno-podatkowej. Piątkowe wydania „DGP” ukazują się natomiast w formule magazynowej, o tematyce bliskiej tygodnikom opinii.
Żółte strony „DGP” każdego dnia tygodnia poruszają inną tematykę:
- poniedziałek – „Podatkowy poniedziałek”; dodatki dla prenumeratorów: „Podatki i księgowość” oraz „Rachunki i audyt”
- wtorek – „Przedsiębiorczy i prawniczy wtorek”; dodatki dla prenumeratorów: „Firma i prawo” oraz „Prawnik”
- środa – „Samorządowa środa”; dodatki dla prenumeratorów: „Samorząd i administracja”
- czwartek – „Kadrowy czwartek”; dodatki dla prenumeratorów: „Kadry i płace” oraz „Ubezpieczenia i świadczenia”
- piątek – „Poradnik Gazety Prawnej”

Z wydaniem papierowym powiązane są także trzy serwisy internetowe: gazetaprawna.pl (wiodące tematy: podatki, prawo, biznes, praca), dziennik.pl (profil ogólnoinformacyjny) oraz forsal.pl (głównie: biznes, gospodarka, finanse). W internecie ukazują się również podcasty w ramach projektu DGPtalk.

## Redaktorzy naczelni
Od momentu powstania w 2009 „Dziennikiem Gazetą Prawną” kierowało pięcioro redaktorów naczelnych:
- Michał Kobosko (od 14 września 2009 do 28 lutego 2010)[8][9]
- Tomasz Wróblewski (od 1 marca 2010 do 6 października 2011)[9][10]
- Jadwiga Sztabińska (od 28 października 2011 do 31 maja 2016)[11][12]
- Krzysztof Jedlak (od 1 czerwca 2016 do 2 czerwca 2025)[12][13]
- Tomasz Pietryga (od 1 sierpnia 2025)[14]

W gronie wicenaczelnych „DGP” znajduje się dwoje redaktorów: Barbara Kasprzycka (od 2016; w 2025 p.o. redaktora naczelnego), Marek Tejchman (od 2014). W latach 2013–2024 i ponownie w latach 2024–2025 zastępcą redaktora naczelnego była także Dominika Sikora-Malicka. W latach 2022–2023 funkcję tę sprawował także również Paweł Czuryło.

## Średnia sprzedaż
Średnia sprzedaż „Dziennika Gazety Prawnej” w wersji papierowej z roku na rok systematycznie maleje, co jest stałą tendencją w prasie i wiąże się między innymi ze wzrastającą popularnością portali internetowych. Jednak niemal od początku wydawania gazety redakcja rozwijała sprzedaż w formie elektronicznej. „DGP” był liderem sprzedaży na polskim rynku e-wydań wśród gazet codziennych m.in. w roku 2012, 2014, 2022, 2023 i 2024.
| Rok  | Średnia sprzedaż wydania (wersje papierowa i elektroniczna) |
| ---- | ----------------------------------------------------------- |
| 2010 | 99 582                                                      |
| 2013 | 51 204                                                      |
| 2014 | 47 451                                                      |
| 2015 | 44 946                                                      |
| 2016 | 43 048                                                      |
| 2017 | 40 693                                                      |
| 2018 | 38 167                                                      |
| 2019 | 35 353                                                      |
| 2020 | 32 409                                                      |
| 2021 | 31 599                                                      |
| 2022 | 31 135                                                      |
| 2023 | 27 353                                                      |
| 2024 | 23 753                                                      |